# Тризъбец
Тризъбецът е прът с три заострени върха. Думата има два корена: „три“ и „зъбец“, което определя и нейното мотивирано речниково значение – оръжие с три „зъба“ на върха. Използва се и за военни цели и за риболов за пробождане на морското животно. Тризъбецът е много ефикасен за риболов, защото има възможност да пробожда три и повече риби наведнъж. Като оръжие е често използвано, заради способността си да улавя други оръжия между шиповете, което от своя страна може да обезоръжи противника.
Тризъбци са използвани като оръжие от рециариите – римски гладиатори, които се биели на арената с тризъбец и мрежа за улавяне на противника.
В южните щати в САЩ този вид копие се нарича „гиг“ (gig) и се използва за ловене на големи американски жаби, камбала и понякога шаран. Този вид риболов се нарича гигинг (gigging).

## Символика
Паралелно на своите рибарски корени, тризъбецът винаги е асоцииран с гръцкия бог на морето Посейдон, с Нептун в римската митология или с индуисткото божество Шива. В гръцките митове Посейдон използва тризъбеца си, за създаване на водни източници в Древна Елада и за създаването на коня (удряйки камила). Посейдон бил основно бог на морето, но той бил познат и като „Земетръс“, защото когато бил изпълнен с гняв, той удрял земята и създавал силни земетресения. Посейдон също използвал тризъбеца си, за да създава силни вълни, цунамита и морски бури. За добър пример може да послужи статуята Нептун и Тритон на Джовани Лоренцо Бернини.
Думата тризъбец и самият външен вид могат да се видят на:
- Кадбъри Швепс Трайдънт, вид дъвка, кръстена на трите омекотяващи плаката ензими, използвани в нея.
- Гербът на Украйна – символът на древните славянски племена, живели в Украйна.
- Националната емблема на флага на Барбадос.
- Специалната военна емблема на тюлените от ВМС на САЩ, която се състои от тризъбец, пистолет и котва, върху които е разперил крила орел.
- В герба на Военноморската Академия на САЩ има тризъбец, разположен вертикално.
- Символът на шведските крайбрежни рейнджъри.
- Приет за емблема на руската анти-съветска революционна организация НТС като „вили на гнева на хората“.
- Тризъбецът е бойното оръжие на индуисткия бог Шива.
- Дяволчето-талисман на операционните системи от семейството на BSD носи тризъбец като символ на разделянето на процеси (форкинг) в операционната система.

## В популярната култура
- Компанията Club Med има лого, на което има тризъбец.
- Италианската компания за автомобили Мазерати има фирмено лого с тризъбец.
- „Трайдънт“ („Тризъбец“) е името на Флотската програма за балистични ракети на Военноморски сили на САЩ, състояща се от подводници тип Охайо.
- Същото име носи и програмата за ядрени балистични ракети на Кралския военноморски флот (флота на Обединеното кралство), която се състои от подводници тип „Вангард“, въоръжени с ракети Трайдънт II.
- Hawker Siddeley Trident (Тризъбец) е името на британски пътнически самолет с три реактивни двигателя.
- Тризъбецът (The Trident) е било името на известен ресторант в окръг Марин в град Сосалито през 60-те и 70-те години на XX в. Заведението било притежание на фолклорната група Триото на Кингстън (The Kingston's Trio). Много известни хора са посещавали това място, включително и The Rolling Stones през 1974 г.

### В литературата
- В Drowned Wednesday (Удавена сряда), част от поредицата Ключовете на Кралството, написана от Гарт Никс, ключът на Срядата е тризъбец.
- В поредицата Пърси Джаксън и олимпийците (Percy Jackson & the Olympians) от Рик Риордан, както и в гръцката митология, тризъбецът се явява като символ на бога Посейдон.

### В комикси
- В комиксите на компания DC Синият дявол носи тризъбец.
- В комиксите на Марвел героят Намор има тризъбец

### Телевизия
- В линията за играчки „Господари на вселената“ (Masters of the Universe) един от героите (Spikor – Спайкор), подвластен на Скелетор, има за ръка тризъбец, от чиито два края се изстрелват лазери.
- Една героиня от ReBoot използва тризъбец. Името ѝ е Ал АндрАла.
- В Mighty Morphin Power Rangers синият рейнджър е въоръжен с два тризъбеца, които се съединяват в един.
- В анимационния сериал Ulysses 31 Тризъбци са наречени звездните кораби, с които Боговете от Олимп атакуват кораба Одисей на Улисес.

### Филми
- Във анимационния филм на Уолт Дисни „Малката русалка Ариел“ крал Тритон (баща на Ариел) има за оръжие тризъбец.
- В Шифърът на Леонардо се говори за символиката на тризъбеца.

### Игри
- В популярната ролева игра „Dungeons & Dragons“ тризъбецът се явява като оръжие. В играта той много прилича на копие, но е по-ефективен срещу атакуващи опоненти, но е лек и не взема много точки-кръв.

#### Видео игри
- В Golden Sun: The Lost Age Феликс и неговите приятели събират трите части на Тризъбеца на Анкхол, който е единственото оръжие, с което може да се пробие щита на Посейдон.
- В Age of Mythology във втората мисия трябва да се върне тризъбеца от статуята на Посейдон в Атлантида.
- В The Legend of Zelda Ганон понякога използва тризъбец, наречен Тризъбеца на Силата. Това се вижда във The Legend of Zelda: A Link to the Past и след това в The Legend of Zelda: Four Swords Adventures.
- Във Final Fantasy Tactics Advance тризъбецът е едно от най-силните оръжия.
- Худрон от Red Earth използва огромен тризъбец като оръжие.
- Яанг Лей от Dynasty Warriors използва тризъбец наречен „Блинк“.

### Аниме/Манга
- Мокуро Рокудо от анимето Katekyo Hitman REBORN! използва тризъбец за оръжие. Комарите на доктор Шамал също пробождат своята цел с тризъбци.
- В аниме и манга поредицата Bleach, героят Каийн Шиба си служи с нинджа оръжие, което се превръща в тризъбец.
- В Mobile Suit Gundam Wing, „Алтрон“ XXXG-01S2, пилотиран от Чанг Лувай използва лазерен тризъбец.
- В InuYasha героят Нараку създава тризъбец от собствените си кости и го дава на Аби-Хайм, за да му помага.
- В Ronin Warriors персонажът Cye of the Torrent използва тризъбец, който изстрелва мощни струи вода.